# Francis Perrin
Francis Henri Jean Siegfried Perrin (17 de agosto de 1901 – 4 de julho de 1992) foi um físico francês.  
É filho do prêmio Nobel de física Jean Baptiste Perrin  e cunhado do físico  Pierre Victor Auger.
Trabalhou no  Collège de France com a equipe de  Frédéric Joliot-Curie  sobre a fissão do urânio.
Em 1933, em relação ao neutrino, Francis Perrin estimou que a massa deve ser nula ou pelo menos menor que a massa do elétron. Em 1972 descobriu o reator nuclear natural de Oklo.